# Johana Beaufortová
Johana Beaufortová (1404? – 15. července 1445 hrad Dunbar) byla skotská královna v letech 1424 až 1437. Během dětství svého syna Jakuba II. byla regentkou Skotska (v letech 1437–1439).

## Život
Byla dcerou Johna Beauforta, hraběte ze Somersetu, a Markéty Hollandové. Jakub I. se do ní zřejmě zamiloval během svého zajetí v Anglii (1406–1424). Rod Beaufortů tlačil na krále Jindřicha V., aby Jakuba propustil a mohla proběhnout svatba. Ta proběhla v únoru 1424 v Londýně a téhož roku se novomanželé vrátili do Skotska. Při své korunovaci v opatství Scone Jakub přiměl své vazaly, aby přisahali věrnost také Johaně. S Jakubem měli osm dětí, včetně budoucího Jakuba II.
Jakub byl zavražděn v noci z 20. na 21. února 1437 při neúspěšném převratu vedeném jeho bývalým spojencem Waltrem Stewartem, hrabětem z Athollu. Zraněné Johaně se podařilo utéct a ujala se regentství za nezletilého Jakuba II. Protože byla Angličanka, spoluregentem byl zvolen Archibald Douglas. Regentkou byla dva roky. Jejím spojencem se stal sir James Stewart, černý rytíř z Lorn. Ji i Jamese Stewarta zajal Alexander Livingston, správce hradu Stirling, a Johanu propustil až poté, co rezignovala na pozici regentky. 21. září 1439 se za Jamese Stewarta provdala, po získání dispensu od papeže. Spolu pak měli tři syny. Zemřela v roce 1445 a byla pochována v kartuziánském převorství v Perthu